# 白土镇 (重庆市)
白土镇，是中华人民共和国重庆市万州区下辖的一个乡镇级行政单位。

## 行政区划
白土镇下辖以下地区：
更正：石板村
白土社区、五龙村、青杠村、人头村、丁家村、联盟村、谭家村、大林村、石家村和长槽村。

### 白土镇常用方言俚语
- qi fàn = 吃饭，发音同“欺负”的欺
- qi jíu = 吃酒，到亲戚或朋友家做客，并且会送礼，送的礼物称为“礼性”，礼性可能是普通的一把面条，或者稻谷，或者一块腊肉之类的。
- hëi = “嘿”，熟人之间的打招呼方式之一，等于“你好”，但不等于“您好”；用于平辈之间的，对长辈不能使用。
- jiao rēn = 焦人，很着急的意思。表示因为操心什么事情，导致内心情绪很烦躁。
- máo bāo = 毛包，发怒，对人生气的意思；或者因为别人做了什么让自己不满意或者很生气的事情。

```
 例如：      
 # 毛包得很！= 很生气！
 # 想毛你的包！= 想对你发火！
```

- gáo mò er = 搞么尔，做什么的意思。常用于询问别人在做什么；

```
 例如：
 # 你在搞么尔！ = 你在做什么？
 # 你到恒合去搞么尔的哟！= 你去恒合干嘛的呢？
```

- tão = 讨， 摘，拾，捡起的意思，到山上去“讨菌” = 到山上去摘捡野菌！
- pão = 刨， 给蔬菜或农作物剥皮，刨洋芋 = 剥土豆，刨红苕 = 剥红薯皮
- dă = 搭，表示收割农作物，用力摔的一种方式，搭谷子 = 收割稻谷的时候，将割好的稻谷用力的摔到“半斗”上，使谷物脱落到半斗里面。
- bān dòu = 半斗，农村收割农作物的工具，方形，带拉动的耳畔；主要用于收割稻谷。
- jiā dáng = 枷档，牛耕田时跨在牛肩上的牵力装置，呈弓形，主要用于让耕牛用力拉动“犁头”，从而达到让牛耕田的效果。
- huō = 喝， 吃，吸，饮的意思，比如：喝烟 = 吸烟，喝酒 = 饮酒
- dá suān zăo = 打酸枣，就是满月酒的意思。
- niǎo = 您，对长辈尊称的意思，发音 = niǎor